# Heart
A Heart egy amerikai rockegyüttes, amely először Kanadában, az Egyesült Államokban majd világszerte is sikert aratott. A zenekar több mint négy évtizede van jelen a zenei életben, és ez idő alatt három fő felállásuk volt. Az együttes állandó tagja a két fő dalszerző/testvérpár valamint énekes/gitáros Ann Wilson és Nancy Wilson. Első lemezük a Dreamboat Annie 1976-ban jelent meg, és a folkkal kevert hard rock zenéjük az 1980-as évek elejéig sikeres volt. Ezt követően népszerüségük csökkent, majd 1985-től az AOR-os hangvételnek, valamint a hard rock balladáiknak köszönhetően ismét a reflektorfénybe kerültek. A hetvenes évekbeli folkos hard rock zenéhez a Jupiter's Darling (2004), Red Velvet Car (2010), és a Fanatic (2012) albumokkal tértek vissza.
Karrierjük során több mint 30 millió albumot adtak el, ebből 22 milliót az Amerikai Egyesült Államokban. A VH1 100 Greatest Artists of Hard Rock listáján az 57. helyre rangsorolták a zenekart. A Heart a 70-es, a 80-as, a 90-es és a 2010-es évben/években is szerepelt az amerikai Billboard albumlista Top 10-be, ezáltal az egyik legtartósabb sikerű zenekar a hard rock történetében. 2013-ban beiktatták őket a Rock and Roll Hall of Fame halhatatlanjai közé.

## Tagok

### Tagok
- Ann Wilson – ének, fuvola, gitár, billentyűs hangszerek, ütőhangszerek, hegedű, autoharp (1972 –)
- Nancy Wilson – ének, ritmusgitár, mandolin, billentyűs hangszerek, szintetizátor, harmonika (1974–1995, 2002 –)
- Ben Smith – dobok (1995 –)
- Craig Bartock – szólógitár (2004 –)
- Chris Joyner – billentyűs hangszerek (2014 –)
- Dan Rothchild – basszusgitár (2012 –)

## Diszkográfia
- Dreamboat Annie (1976)
- Magazine (1977)
- Little Queen (1977)
- Dog & Butterfly (1978)
- Bebe le Strange (1980)
- Private Audition (1982)
- Passionworks (1983)
- Heart (1985)
- Bad Animals (1987)
- Brigade (1990)
- Desire Walks On (1993)
- Jupiters Darling (2004)
- Red Velvet Car (2010)
- Fanatic (2012)
- Beautiful Broken (2016)